# Laro (Silleda)
Laro (oficialmente San Salvador de Laro) es una parroquia española del municipio pontevedrés de Silleda, en la comunidad autónoma de Galicia.

## Historia
Hacia mediados del siglo XIX, la parroquia tenía contabilizada una población de 365 habitantes. Aparece descrita en el décimo volumen del Diccionario geográfico-estadístico-histórico de España y sus posesiones de Ultramar de Pascual Madoz con las siguientes palabras:

LARO (San Salvador): felig. en la prov. de Pontevedra (7 leg.), part. jud. de Lalin (2), dióc. de Lugo (12), ayunt. de Chapa (2). sit. en una quebrada al E. de las montañas de Candan, con buena ventilacion y clima sano. Comprende las ald. de Couto, Galan, Freijeiro, Forcas, Laro, Pereira, Riobó y Sante, que reunen mas de 60 casas. La igl. parr. (San Salvador) está servida por 1 cura de entrada y patronato lego. Confina el térm. con la felig. de Refojos al NO. y con la de la Parada al SE. El terreno, parte montuoso y en parte llano, es de buena calidad; tiene aguas de fuente que sirven para beber y otros usos, y le cruza un riach. que va á parar al r. Deza. prod. trigo, maiz, centeno, legumbres, patatas, maderas y pastos; se cria ganado vacuno, mular, lanar y cabrío y caza de varias especies. pobl.: 73 vec., 365 alm. contr.: con su ayunt. (V.)
(Madoz, 1847, p. 84)

En la actualidad, pertenece al municipio de Silleda. En 2022, tenía empadronados 250 habitantes.